# 阪東橋駅

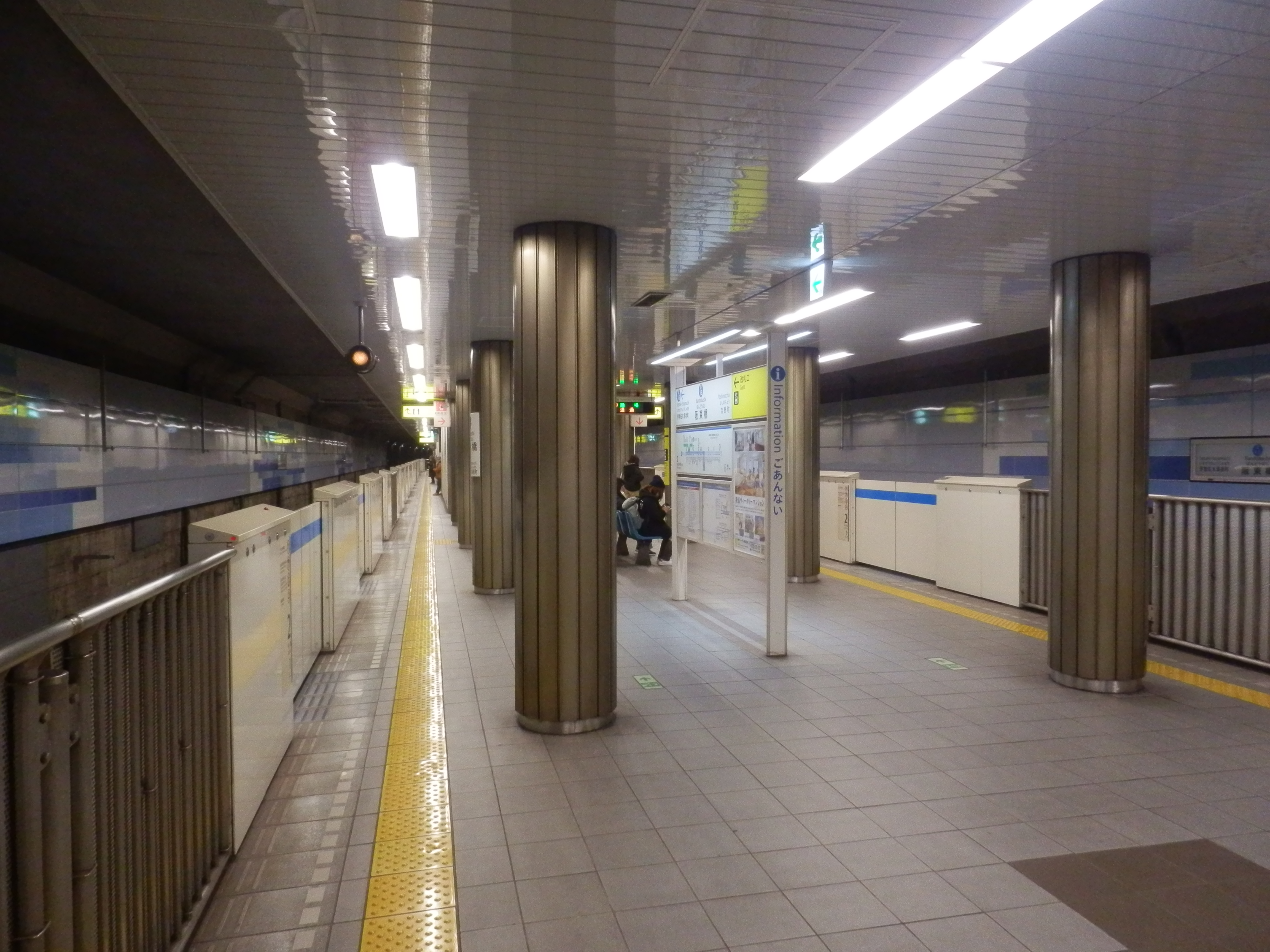
ホーム（2022年12月）

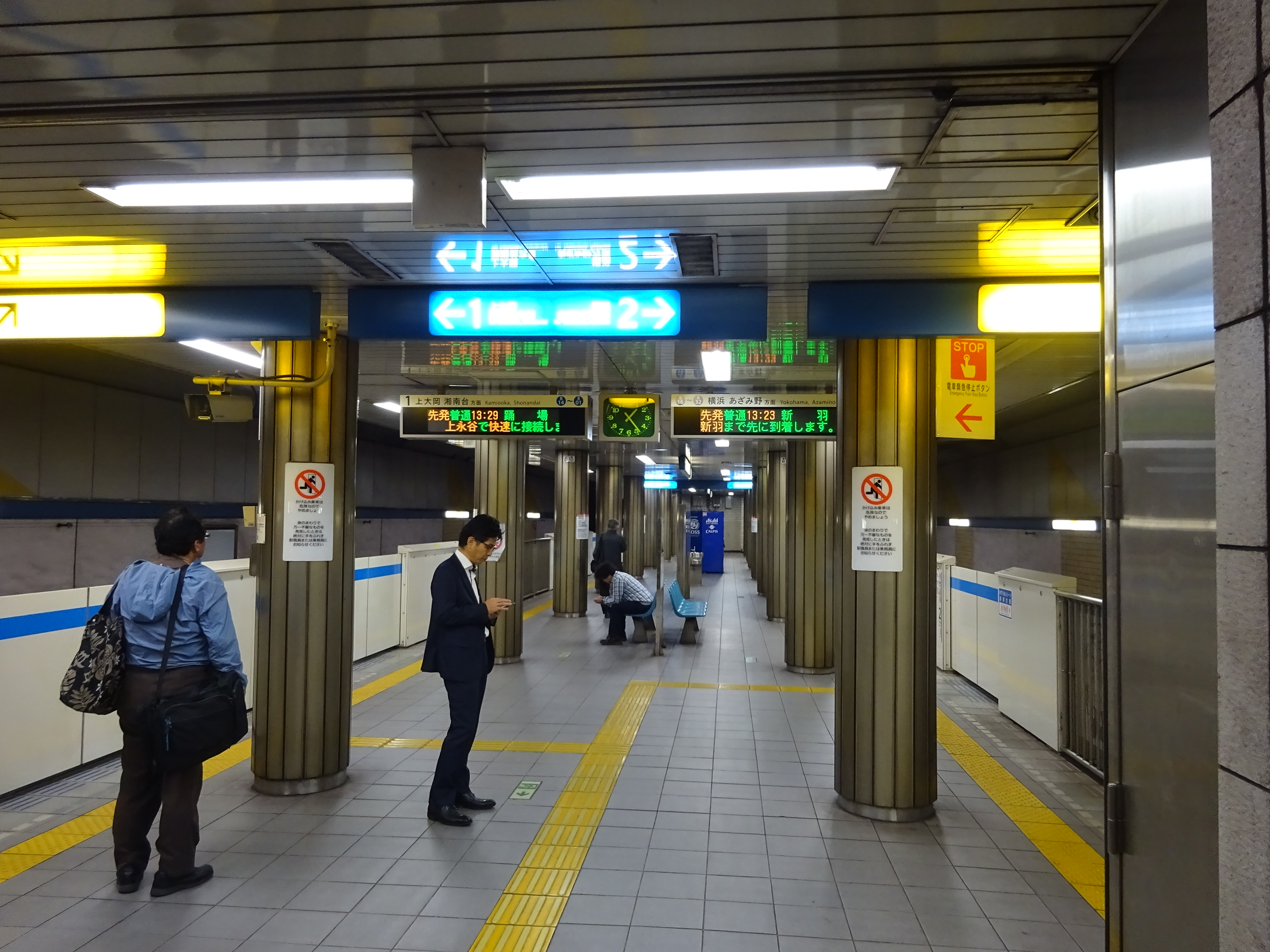
改良工事前のホーム（2016年10月）

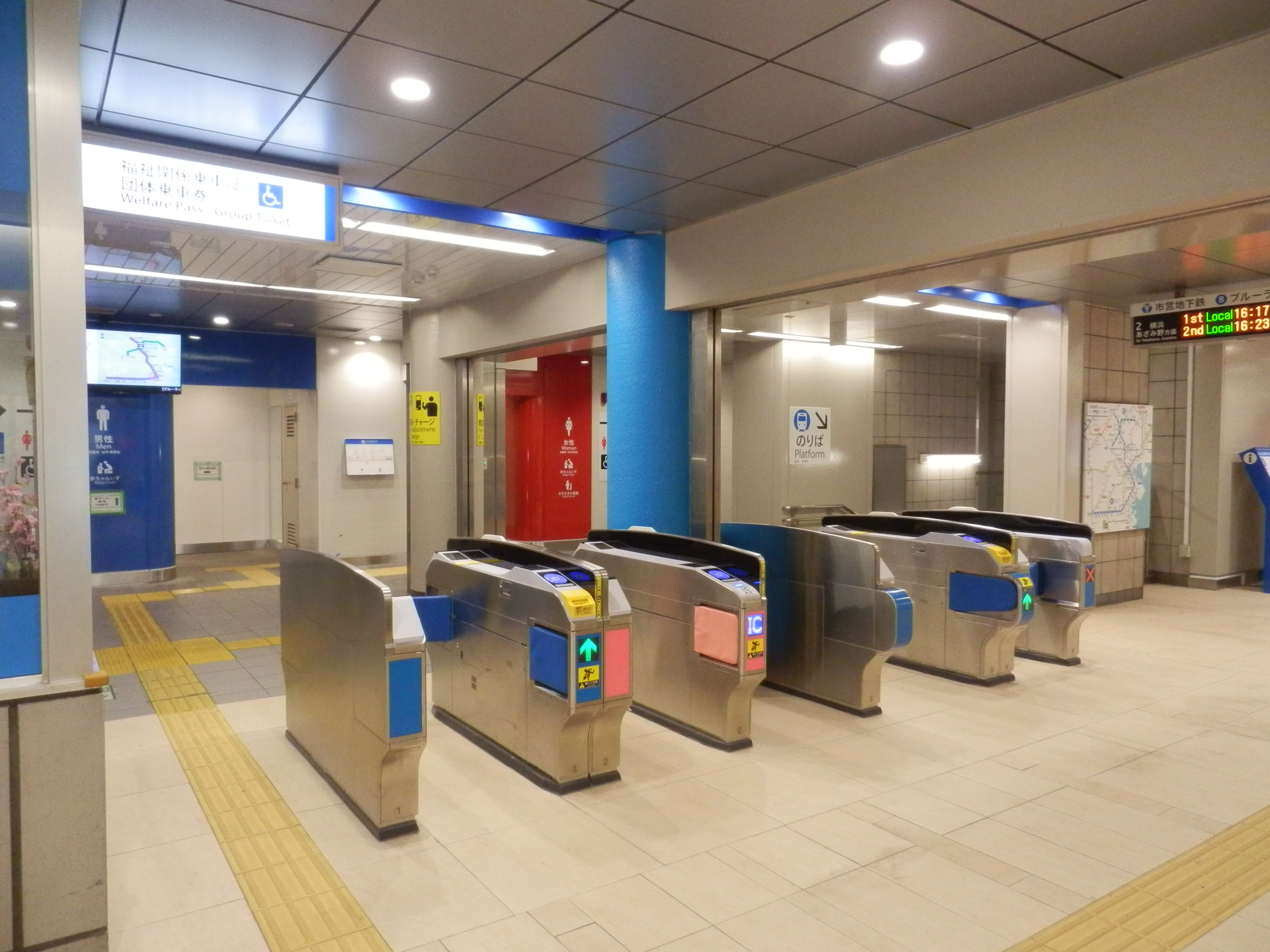
改札口（2020年2月）

阪東橋駅（ばんどうばしえき）は、神奈川県横浜市中区弥生町5丁目にある、横浜市営地下鉄ブルーライン（1号線）の駅である。駅番号はB15。

## 概要
戦後すぐまで横浜市の商業の中心地であった伊勢佐木町の南西側に所在する。地下鉄建設に伴い吉田川・新吉田川が埋め立てられ、新吉田川があった場所に当駅が設置された。地上部には関内駅から当駅に至る長い帯状の公園 大通り公園が、駅の南西側には阪東橋公園と首都高速神奈川3号狩場線阪東橋出入口が設置されている。
駅ホームの一部および第1出入口、第4出入口は同市南区高根町に位置する。
当駅と吉野町駅との駅間距離は500メートルで、これはブルーラインでは一番短い。

## 歴史
- 1972年（昭和47年）12月16日 - 開業。
- 2007年（平成19年）6月9日 - ホームドアの使用を開始。
- 2012年（平成24年）4月10日 - docomo Wi-Fiによる、公衆無線LANサービス開始。

### 駅名の由来
現在地下鉄が通っている箇所の上部は大通り公園として整備されているが、地下鉄建設までは吉田川・新吉田川という川が流れていた。阪東橋は駅設置場所に架かっていた橋の名前で、1972年に廃止されるまでの横浜市電の電停名にも使われていた。

## 駅構造
島式ホーム1面2線の地下駅である。

### のりば
| 番線 | 路線         | 行先         |
| ---- | ------------ | ------------ |
| 1    | ブルーライン | 湘南台方面   |
| 2    | ブルーライン | あざみ野方面 |

- 上表の路線名は旅客案内上の名称（愛称）で記載している。

## 利用状況

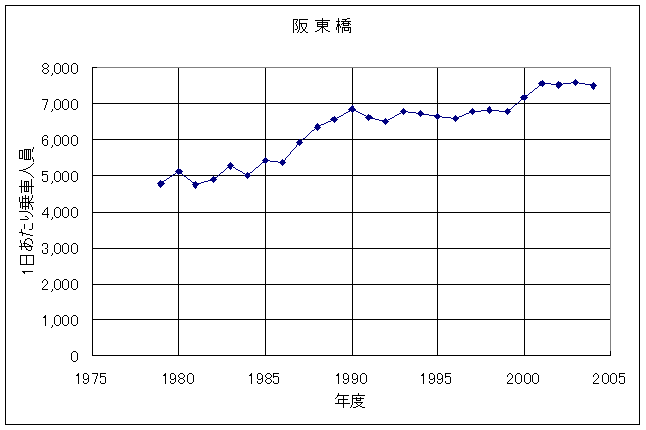
1日あたり乗車人員の推移

2022年（令和4年）度の1日平均乗降人員は21,424人（乗車人員：10,820人、降車人員：10,604人）である。
近年の1日平均乗降・乗車人員推移は下記の通り。
| 年度               | 1日平均 乗降人員 | 1日平均 乗車人員 | 出典     |
| ------------------ | ---------------- | ---------------- | -------- |
| 1979年（昭和54年） |                  | 4,788            |          |
| 1980年（昭和55年） |                  | 5,126            |          |
| 1981年（昭和56年） |                  | 4,758            |          |
| 1982年（昭和57年） |                  | 4,892            |          |
| 1983年（昭和58年） |                  | 5,281            |          |
| 1984年（昭和59年） |                  | 5,019            |          |
| 1985年（昭和60年） |                  | 5,429            |          |
| 1986年（昭和61年） |                  | 5,351            |          |
| 1987年（昭和62年） |                  | 5,910            |          |
| 1988年（昭和63年） |                  | 6,366            |          |
| 1989年（平成元年） |                  | 6,576            |          |
| 1990年（平成02年） |                  | 6,853            |          |
| 1991年（平成03年） |                  | 6,612            |          |
| 1992年（平成04年） |                  | 6,514            |          |
| 1993年（平成05年） |                  | 6,791            |          |
| 1994年（平成06年） |                  | 6,753            |          |
| 1995年（平成07年） |                  | 6,666            | [ * 1 ]  |
| 1996年（平成08年） |                  | 6,587            |          |
| 1997年（平成09年） |                  | 6,789            |          |
| 1998年（平成10年） |                  | 6,822            | [ * 2 ]  |
| 1999年（平成11年） | 13,622           | 6,788            | [ * 3 ]  |
| 2000年（平成12年） | 14,385           | 7,177            | [ * 3 ]  |
| 2001年（平成13年） | 15,433           | 7,548            | [ * 4 ]  |
| 2002年（平成14年） | 15,170           | 7,519            | [ * 5 ]  |
| 2003年（平成15年） | 15,084           | 7,625            | [ * 6 ]  |
| 2004年（平成16年） | 14,937           | 7,502            | [ * 7 ]  |
| 2005年（平成17年） | 15,326           | 7,561            | [ * 8 ]  |
| 2006年（平成18年） | 15,375           | 7,689            | [ * 9 ]  |
| 2007年（平成19年） | 15,540           | 7,868            | [ * 10 ] |
| 2008年（平成20年） | 16,018           | 8,086            | [ * 11 ] |
| 2009年（平成21年） | 16,626           | 8,390            | [ * 12 ] |
| 2010年（平成22年） | 16,830           | 8,491            | [ * 13 ] |
| 2011年（平成23年） | 16,700           | 8,424            | [ * 14 ] |
| 2012年（平成24年） | 17,393           | 8,787            | [ * 15 ] |
| 2013年（平成25年） | 18,408           | 9,298            | [ * 16 ] |
| 2014年（平成26年） | 18,290           | 9,240            | [ * 17 ] |
| 2015年（平成27年） | 18,961           | 9,589            | [ * 18 ] |
| 2016年（平成28年） | 19,801           | 10,008           | [ * 19 ] |
| 2017年（平成29年） | 20,550           | 10,381           | [ * 20 ] |
| 2018年（平成30年） | 21,442           | 10,825           | [ * 21 ] |
| 2019年（令和元年） | 21,344           | 10,785           | [ * 22 ] |
| 2020年（令和02年） | 17,908           | 9,055            |          |
| 2021年（令和03年） | 19,476           | 9,836            |          |
| 2022年（令和04年） | 21,424           | 10,820           |          |

## 駅周辺

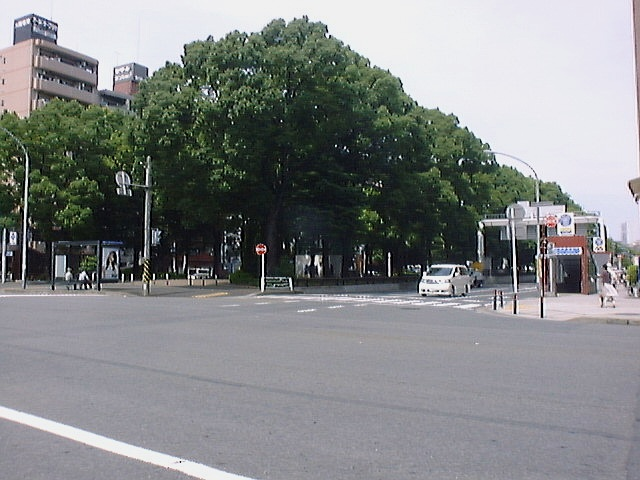
大通り公園西端と阪東橋駅1番出入口（画像右側）

- 京急本線 黄金町駅
- 大通り公園（西端）
- イセザキモール（西端）
- 横浜橋通商店街
- 三吉橋通商店街
  - 三吉演芸場
- 曙町風俗街
- 横浜市立大学附属市民総合医療センター
- 国道16号
- 首都高速道路阪東橋出入口
- 南区総合庁舎（南区役所）
- 横浜浦舟郵便局
- 横浜吉野町郵便局
- サミットストア 横浜曙町店

## バス路線
最寄りバス停は鎌倉街道及び藤棚浦舟通り上の「阪東橋」。この他、4番出入口近くにある「白妙町」も利用可能。
阪東橋
- 鎌倉街道東方向
  - 横浜市営バス
    - 32 - 日本大通り駅県庁前行（地下鉄関内駅経由）
    - 79 - 港町行
    - 79 - 日本大通り駅県庁前行（尾上町経由） ※平日・土曜朝夕のみ
    - 113 - 桜木町駅行

  - 神奈川中央交通
    - 戸03・東06 - 県庁入口行 ※平日・土曜朝のみ
    - 船20・戸45 - 桜木町駅行
    - 横43・横44・港61 - 横浜駅東口行（桜木町駅経由）

  - 相鉄バス
    - 旭4 - 桜木町駅行
- 鎌倉街道西方向（3A出入口側）
  - 横浜市営バス
    - 79・199 - 平和台折返場行
    - 113 - 磯子車庫行（吉野町駅・滝頭経由）

  - 神奈川中央交通
    - 戸03・横43 - 戸塚駅東口行
    - 横44 - 戸塚駅東口行（こども医療センター経由）
    - 戸45 - 戸塚駅東口行（南区総合庁舎・こども医療センター経由） ※平日2本
    - 船20 - 大船駅行（上大岡駅経由）
    - 港61 - 港南台駅行（上大岡駅経由）
- 藤棚浦舟通り北方向
  - 横浜市営バス
    - 32 - 保土ケ谷車庫行（久保山・保土ケ谷駅東口経由）
    - 68 - 横浜駅西口行（藤棚経由）
    - 102 - 横浜駅行（藤棚経由）

  - 相鉄バス
    - 旭4 - 美立橋行（清水ヶ丘・保土ケ谷駅東口経由）

  - 藤棚浦舟道路南方向（1B出入口側）
    - 68・102　- 滝頭行（浦舟町経由）
    - 199 - 南区総合庁舎・関内駅北口循環 ※平日日中のみ

  - 神奈川中央交通
    - 戸45 - 桜木町駅行 ／ 戸塚駅東口行（南区総合庁舎経由） ※平日2本

  - 相鉄バス
    - 旭4 - 桜木町駅行 ／ 美立橋行（南区総合庁舎経由） ※平日日中のみ

白妙町
- 藤棚浦舟通り北方向（4番出入口側）
  - 横浜市営バス
    - 68 - 横浜駅西口行（藤棚経由）
    - 102- 横浜駅行（藤棚経由）

  - 藤棚浦舟通り南方向
    - 68・102 - 滝頭行（浦舟町経由）
    - 199 - 平和台折返場行（南区総合庁舎・関内駅北口循環） ※平日日中のみ

  - 神奈川中央交通
    - 戸45 - 桜木町駅行 ／ 戸塚駅東口行（南区総合庁舎経由） ※平日2本

  - 相鉄バス
    - 旭4 - 桜木町駅行 ／ 美立橋行（南区総合庁舎経由） ※平日日中のみ

## 隣の駅
横浜市営地下鉄
 ブルーライン（1号線）
■快速
通過
■普通
吉野町駅 (B14) - 阪東橋駅 (B15) - 伊勢佐木長者町駅 (B16)